# Nils Arne Eggen
Nils Arne Eggen (Orkdal, 1941. szeptember 17. – Orkdal, 2022. január 19.) válogatott norvég labdarúgó, hátvéd, edző.

## Pályafutása

### Klubcsapatban
1960 és 1963 között a Rosenborg, 1964 és 1966 között a Vålerengen, 1966 és 1969 között ismét a Rosenborg labdarúgója volt. A Rosenborggal két norvég bajnoki címet és egy kupagyőzelmet ért el. A Vålerengen csapatával egy bajnoki címet szerzett. 1967-ben a norvég élvonal legjobb játékosának választották.

### A válogatottban
1963 és 1969 között 29 alkalommal szerepelt a norvég válogatottban.

### Edzőként
1971–72-ben a Rosenborg csapatánál kezdte edzői pályafutását, ahol hat alkalommal több mint húsz éven át volt vezetőedző. Utoljára 2010-ben vezette a csapat szakmai munkáját. Összesen 14 norvég bajnoki címet és hat kupagyőzelmet nyert az együttessel.
1986–87-ben a Moss vezetőedzőjeként dolgozott és egy bajnoki címet szerzett a csapattal.
1974 és 1977 között a norvég válogatott szövetségi kapitánya volt. Előtte, 1973–74-ben az U21-es, később 1986–87-ben az U23-as válogatott szakmai munkáját vezette.
1983 és 1985, illetve 2011 és 2016 között szülővárosa az Orkdal edzője volt.

## Sikerei, díjai

### Játékosként
- Az év játékosa a norvég élvonalban (1967)[5]

 Rosenborg
- Norvég bajnokság
  - bajnok (2): 1967, 1969
- Norvég kupa
  - győztes: 1960

 Vålerengen
- Norvég bajnokság
  - bajnok: 1965

### Edzőként
Rosenborg
- Norvég bajnokság
  - bajnok (14): 1971, 1988, 1990, 1992, 1993, 1994, 1995, 1996, 1997, 1999, 2000, 2001, 2002, 2010
- Norvég kupa
  - győztes (6): 1971, 1988, 1990, 1992, 1995, 1999

 Moss
- Norvég bajnokság
  - bajnok: 1987